# وادي الجاموس
وادي الجاموس هي قرية لبنانية من قرى قضاء عكار في محافظة الشمال. تقع في تجمع للقرى يسمى الهضبات. تقع بين بلدة ببنين وبلدة القرقف تالف فيها المجلس البلدي لأول مرة بالاتخابات البلدية الأخيرة تالف المجلس البلدي من 6 أعضاء وقد فاز براسة البلدية الشيخ خضر عبد القادر عكاري.

## أهم معالمها
- معهد الامام البخاري للتعليم الشرعي.
- ضريح ولي الله الشيخ حسين محمد الرفاعي.

## عائلاتها
المصري - الرفاعي - المرعبي - القرحاني - سيور - السيد - الراوي - وضحة - الجمال - الشيخ -الأحمد - العبوشي - عكاري - عيد - الحلال - الدريعي - بوعمر - السلخ - الرستاوي - مسلماني - ضناوي - وهيب - إسماعيل - شابوب - سعيد - عبد الفتاح - توفيق - الأشقر - عبد القادر - عمر.

## السكان
يقدر عدد السكان المسجلين بحوالي 4500 نسمة يقيمون بمعظمهم في البلدة ويتوزعون على نحو 500 منزلاً معظمها منازل صغيرة ومتواضعة نظراُ لحالة السكان الاقتصادية الصعبة، وينتمي السكان إلى المذهب السني.

## الناخبون
بلغ عدد الناخبين المسجلين في انتخابات العام 2004 نحو 2200 ناخب مقارنة بـ 1879 ناخباً في العام 2000.

## المؤسسات الرسمية
في البلدة مجلس بلدي مؤلف من 15 عضواً انشئ بموجب القرار الرقم 560 تاريخ 30 ايلول 2003 حيث شهدت البلدة في ايار 2004 أول انتخابات بلدية، ونالت هذه البلدية عائدتها من الصندوق البلدي المستقل عن العام 2002 وبلغت نحو 286 مليون ليرة كما يوجد في البلدة مختاران ومجلس اختياري مؤلف من 3 أعضاء.

## المؤسسات التربوية
تتوفر في البلدة ثلاث مؤسسات تربوية حكومية وخاصة: مدرسة وادي الجاموس المختلطة المتوسطة الرسمية: عدد طلابها 720 طالباً مدرسة المقاصد الخيرية الإسلامية الابتدائية (تابعة لجمعية المقاصد الخيرية الإسلامية) عدد طلابها 360 طالباً معهد البخاري للعلوم الشرعية الإسلامية، وهو معهد لتعليم الدين الإسلامي.

## الحياة الاقتصادية
ترتكز الحياة الاقتصادية أساساً على الزراعة خصوصاً الزراعة في البيوت المحمية نظراً لتوفر المساحات الصالحة للزراعة ووجود يد عاملة. ونظراً للمشاكل التي يتعرض لها القطاع الزراعي لا سيما العوامل الطبيعية والمنافسة. يعيش المزارعون حياة حاجة وفقر. يوجد في البلدة 40 مؤسسة تجارية وحرفية.

## مشاكل البلدة
تعاني من مشاكل عديدة في مقدمها غياب المياه من الشبكة العامة إذ انقطعت منذ العام 1978 فيعمد الأهالي إلى شراء المياه أو الاستعانة بمياه عين البلدة التي يقال أنها ملوثة، اما الآبار الارتوازية التي تم حفرها فمعظمها غير صالح للشرب. كما ترتفع في البلدة نسبة الامية بالرغم من وجود مدرستين، وتصل إلى نحو 40% من الذين هم فوق ال 50 سنة، وحالة الفقر والامية أحدثت نمواً كبيراً في حجم الأسرة التي يتراوح عدد معظمها ما بين 10-12 فرداً. ويصل عدد من الأسر إلى 17 فرداً.